# 周琳
周琳（1428年—？），字廷貴，四川重慶府忠州人，民籍，明朝政治人物。

## 生平
四川鄉試第六十四名舉人，天順元年（1457年）中式丁丑科會試第一百七十名，三甲第一百四十五名進士。

## 家族
曾祖周希茂；祖父周惠先；父周文昱，母李氏。嚴侍下。兄周璇、周璣，弟周瑞、周瑀、周瑛、周瓌。